# Reale ordine di San Ferdinando e del merito
Il Reale ordine di San Ferdinando e del merito fu un ordine cavalleresco del Regno di Napoli prima, poi del Regno delle Due Sicilie.

## Storia

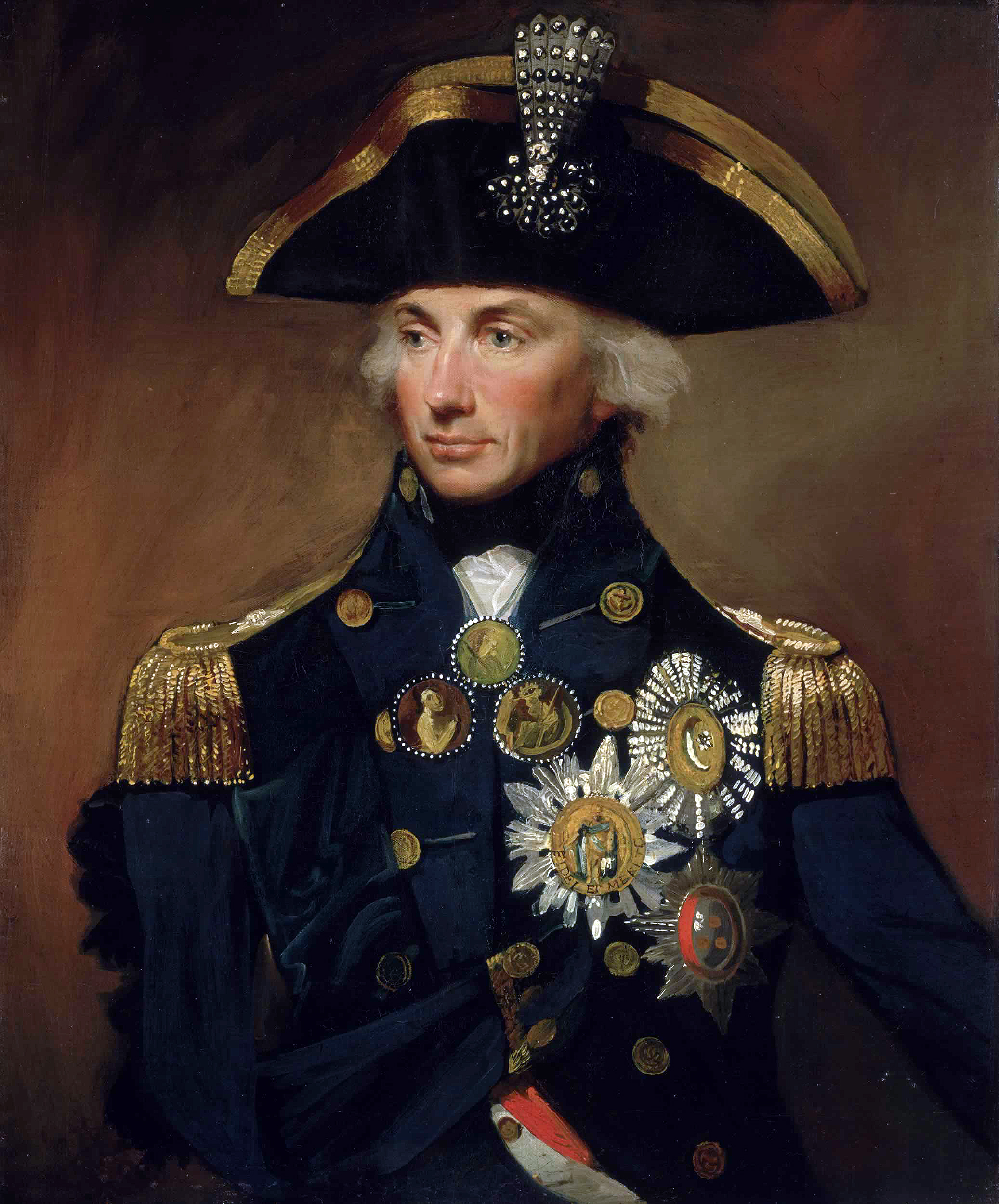
Lord Nelson con la medaglia del Reale Ordine di San Ferdinando e del Merito (la terza da destra). Egli fu il più famoso decorato dell'Ordine.

Esso venne fondato il 1º aprile del 1800 dal re Ferdinando IV, tornato a Napoli dopo l'esilio dovuto all'occupazione napoleonica.
Attraverso questa istituzione, che pose sotto il patronato di san Ferdinando, suo patrono, antenato e patrono del Regno, egli decise di ricompensare coloro che avevano dato prova di devozione e gli erano rimasti fedeli durante il non facile periodo appena trascorso che lo aveva visto costretto a rifugiarsi in Sicilia, nonché forniva la possibilità al monarca di premiare anche personalità di fede non Cattolica, altrimenti non premiabili per le prerogative di Cattolicità espresse negli Statuti degli Ordini in quel momento contemporanei nel Regno (l'Ordine di San Gennaro e l'Ordine Costantiniano).
Originariamente, l'ordine era diviso nelle due classi di "gran croce" e di "commendatore", alle quali venne in seguito aggiunta anche quella di "cavaliere". I cavalieri di gran croce, godevano del titolo di eccellenza ed avevano il diritto di tenere il capo coperto in presenza del re (retaggio spagnolo concesso anche ai grandi di Spagna di I classe), e non potevano essere più di ventiquattro, le cui nomine spettavano esclusivamente al gran maestro.
Meriti speciali erano riservati a quei generali valorosi che si fossero distinti sul campo, che venivano premiati solitamente con la gran croce e coloro che avessero difeso un luogo strategico fondamentale o preso possesso di una città, venivano premiati con la commenda. In entrambi i casi, spettava al re concedere o meno una pensione annua in ricompensa al valore dimostrato.

## Insegne
|           |              |                         |
| Cavaliere | Commendatore | Cavaliere di Gran Croce |

- La medaglia è composta da una stella di sei raggi d'oro alternati ad altrettanti gigli d'argento con al centro uno scudo d'oro, recante l'immagine di San Ferdinando, orlata di smalto azzurro recante il motto FIDEI ET MERITO.
- La placca è composta da una stella di sei raggi d'oro alternati ad altrettanti gigli d'argento con al centro uno scudo d'oro, recante l'immagine di San Ferdinando, orlata di smalto oro recante il motto FIDEI ET MERITO.
- Il nastro è di colore turchino, orlato di rosso cupo.[1]

## Membri celebri
- Ferdinando I delle Due Sicilie
- Francesco I delle Due Sicilie
- Ferdinando II delle Due Sicilie
- Francesco II delle Due Sicilie
- Lord Nelson, ammiraglio britannico
- Josef Radetzky, feldmaresciallo austriaco
- Giorgio IV del Regno Unito, re del Regno Unito
- Francesco IV di Modena, duca di Modena  e Reggio
- Ferdinando I d'Austria, imperatore d'Austria
- Heinrich Johann Bellegarde, generale austriaco
- Karl Philipp Schwarzenberg, feldmaresciallo austriaco
- Ferdinando Beneventano del Bosco, generale
- Manuel Godoy, primo ministro spagnolo
- Ludwig von Wallmoden-Gimborn, generale austriaco
- Joaquín Navarro Sangrán, Conde de Casa Sarría[2]
- Cardinale Giacomo Antonelli, segretario di Stato della Santa Sede
- Vittorio Emanuele I di Savoia, re di Sardegna
- Adolphe Thiers, primo ministro e presidente di Francia
- François Guizot, primo ministro francese
- Napoleone III, imperatore dei francesi
- Klemens von Metternich, ministro di Stato dell'Impero austriaco

Fonte: